# Ione Basterra Olaguenaga
Ione Basterra Olaguenaga (Orozco, 21 d'agost de 1994 - 28 de desembre de 2019) va ser una ciclista espanyola que va arribar a ser subcampiona i campiona de la Copa i del Campionat d'Espanya de ciclisme adaptat en la modalitat d'handbike.

## Biografia
Nascuda el 1994, i malgrat patir espina bífida des del seu naixement, Ione Basterra va desenvolupar una àmplia carrera en el món del ciclisme amb bicicleta adaptada. Competia en la categoria ciclista de tricicle manual, sent l'única dona basca i l'espanyola més jove a fer-ho. Formava part de la selecció espanyola de ciclisme adaptat.
Basterra s'havia graduat en magisteri, amb educació especial i audició i llenguatge, i impartia classes d'euskera en la ikastola La Miraculosa a Llodio. També va ser membre de la Fundació Basterra Try, abans de morir sobtadament amb vint-i-cinc anys.

## Trajectòria esportiva
Va competir amb la selecció espanyola. Va obtenir dues medalles en circuits europeus el 2013, aconseguint ser campiona d'Espanya en ruta i contrarellotge. El 2016 va ser Campiona d'Europa a la categoria sub-23 a Itàlia. El 2016 va acabar segon al Campionat d'Espanya i el 2017 va ocupar el 3r lloc de la cursa a Rosenau, a l'estat francès. El 2018 va competir al Campionat Mundial. En 2019 va obtenir el tercer lloc en el Campionat d'Espanya de carretera a la modalitat WH4 de ruta i contrarellotge.